# Kinderkardiologie
Die Kinderkardiologie ist die Lehre von den angeborenen und erworbenen Krankheiten des Herzens bei Kindern. Sie ist ein eigenständiger Zweig der Kinderheilkunde, der eng mit der Kinderherzchirurgie verbunden ist.
Um Herzfehler so früh und so weitgehend wie möglich zu beheben, bevor Folgeschäden auftreten, ist eine enge Zusammenarbeit der „erkennenden“ Kinderkardiologie in Ambulanz und Klinik mit der invasiven Kinderkardiologie – die in Herzkatheterlaboren sowohl diagnostisch wie auch interventionell arbeiten – und der Kinderherzchirurgie nötig, um die im Einzelfall optimalen palliativen und kurativen Therapiemöglichkeiten zu definieren. Eine frühe chirurgische Behandlung von angeborenen Herzfehlbildungen ist heute (2007) sowohl technisch (Herz-Lungen-Maschine) als auch von der Erfahrung der Chirurgen her für die meisten Krankheitsbilder möglich.

## Angeborene, congenitale Fehlbildungen des Herzens bzw. herznaher Gefäße
- Herz allgemein:
  - Atrio-ventrikulärer Septumdefekt (=AVSD – AV-Kanal) – (Fehlbildung der Herzscheidewand auf Vorhof- und Kammerebene + Fehlbildung von Trikuspidalklappe und Mitralklappe)
  - Atriumseptumdefekt (=ASD) – Vorhofscheidewanddefekt mit den Ausprägungen Persistierendes Foramen ovale (= PFO), ASD II, ASD I und Sinus venosus-Defekt (Loch in der Herzscheidewand zwischen den Vorkammern)
  - Ebstein-Anomalie (Fehlbildung der Trikuspidalklappe zwischen rechten Vorhof und rechter Kammer mit Verlagerung der Klappenebene nach unten)
  - Fallot-Tetralogie (komplexe Herzfehlbildung, bestehend aus einer Verengung der Pulmonalklappe (Pulmonalstenose), einem Ventrikelseptumdefekt, der „übereitenden Aorta“ und einer Vermehrung der Herzmuskelmasse des rechten Herzens)
  - Persistierendes Foramen ovale (=PFO) (siehe auch ASD II) (verbliebene fetale Verbindung in der Vorkammerscheidewand)
  - Lungenvenenfehlmündung
  - Shone-Komplex (komplexe Fehlbildung des linken Herzens)
  - Single Ventricle:
    - mit funktionell wirksamem linkem Ventrikel. Die rechte Herzkammer (Lungenkreislauf) ist nicht ausreichend ausgebildet.
      - Pulmonalatresie (Verschluss/Nichtanlage der Pulmonalklappe)
      - Trikuspidalatresie (Verschluss/Nichtanlage der Trikuspidalklappe)

    - mit funktionell wirksamem rechtem Ventrikel. Die linke Herzkammer (Körperkreislauf) ist nicht ausreichend ausgebildet.
      - Double outlet right ventricle (=DORV) – Fehlabgang der Aorta aus der rechten Kammer
      - Hypoplastisches Linksherz-Syndrom (=HLHS) – komplexe Herzfehlbildung mit Atresie (Nichtanlage/Verschluss) der Mitral- und Aortenklappe und der Aorta

  - Transposition der großen Arterien (= TGA) – Lungenschlagader (Arteria pulmonalis) und Aorta sind vertauscht an der jeweils falschen Herzkammer angeschlossen. Damit sind die normalerweise in Reihe geschalteten Kreisläufe parallel geschaltet und der Körper erhält (wenn nicht ein zusätzlicher Shunt vorliegt) ungesättigtes Blut. Ohne zusätzliche Fehlbildungen oder rasche Intervention nicht überlebensfähig.
  - korrigierte Transposition der großen Arterien (= CTGA, cTGA oder ccTGA) – komplexe Fehlbildung, bei der die Ventrikel vertauscht sind: die Vorhöfe (Atrien) sind an die „falschen“ Ventrikel angeschlossen, die großen Arterien gehen auch von den „falschen“ Ventrikeln aus (Transposition). Durch diese doppelte Vertauschung ist ein funktionierender Blutkreislauf gegeben und das Kind ist nicht zyanotisch. Häufig mit anderen Defekten kombiniert (z. B. Klappenfehlbildungen, Pulmonalstenose, Mitralinsuffizienz). Symptome gering bis schwerwiegend.
  - Truncus arteriosus communis (= TAC) (Aorta und Lungenarterie sind nicht vollständig getrennt, Aortenklappe fehlgebildet als „Truncusklappe“, Ventrikelseptumdefekt)
  - Ventrikelseptumdefekt (=VSD) (Loch in der Hauptkammerscheidewand)
- Gefäß- und Klappenfehlbildungen:
  - Aortenisthmusstenose (=ISTA) (Verengung im Aortenbogen und absteigenden Anteil der Aorta)
  - Angeborene Aortenstenose – Verengung bzw. Missbildung der Aortenklappe zwischen linker Kammer und Aorta
  - Aorto-pulmonales Fenster (Aorta und A. pulmonalis  sind in ihrem Anfangsteil nicht getrennt)
  - Persistierender Ductus arteriosus Botalli (=PDA) (verbliebene fetale Verbindung zwischen A. pulmonalis und Aorta)
  - Marfan-Syndrom (Bindegewebsschwäche mit Aortenwurzelerweiterung oder Aortenaneurysma)
  - Mitralklappenfehlbildungen
  - Mitralklappenprolaps (Fehlbildung bzw. Fehlfunktion der Mitralklappe zwischen linkem Vorhof und linker Herzkammer)
  - Pulmonalstenose (Verengung bzw. Missbildung der Pulmonalklappe zwischen rechter Herzkammer und Lungenschlagader)
  - Unterbrochener Aortenbogen

## Erkrankungen des Erregungsleitungssystems
- Long-QT-Syndrom (LQTS)
- Sick-Sinus-Syndrom
- Wolff-Parkinson-White-Syndrom (=WPW-Syndrom)

## Erworbene Herz- und Herz-Lungen-Erkrankungen
- Endokarditis (Herzinnenhautentzündung)
- Herzrhythmusstörungen, u. a. nach Operationen im Bereich des rechten Vorhofes
- Kardiomyopathie (Herzmuskelerkrankungen)
- Kawasaki-Syndrom
- Myokarditis (umschriebene Herzmuskelentzündung)
- Pulmonale Folgeerkrankungen:
  - Pulmonale Hypertonie (Lungenhochdruck als Folge eines angeborenen Herzfehlers mit Links-rechts-Shunt)
  - Eisenmenger-Reaktion (bei manifestierter pulmonaler Hypertonie)

## Aktuelle Situation
Während in den Anfängen der modernen Kinderkardiologie den Therapien enge Grenzen gesetzt waren, ergaben sich nach 1950 verschiedene einfache OP-Techniken (z. B. Blalock-Taussig-Anastomose). Nach der Einführung von Herz-Lungen-Maschinen für Kinder ging es schnell voran, so dass seit Ende der 1980er Jahre mit der Fontan-Operation sogar univentrikuläre Herzen palliativ operierbar wurden und sowohl die Ross-Operation als auch Norwood-Operation häufig vorgenommen werden kann. Durch die Entwicklung guter Ultraschallgeräte hat sich die Diagnostik angeborener Herzfehler stark verbessert und inzwischen wird auch die Magnetresonanztomographie (MRT) in zunehmendem Maße für die Diagnostik angeborener Herzfehler eingesetzt.
Auch die „modern“ operierten ehemaligen Kinder (jetzt 20–40 Jahre alt) werden weiterhin überwiegend von Kinderkardiologen in Herzzentren oder eigener Praxis medizinisch betreut. Kardiologen und Internisten sind aufgrund ihrer bisherigen Ausbildung mit angeborenen Herzfehlern gar nicht oder kaum vertraut, so dass es zu Versorgungslücken für jugendliche und erwachsene Patienten im ambulanten Bereich kommen kann. Inzwischen finden sich aber auch zunehmend Herzzentren für angeborene Herzfehler, in denen Spezialsprechstunden für die erwachsenen Patienten mit angeborenen Herzfehlern angeboten werden, seit 2011 sind in Deutschland darüber hinaus auch drei Kompetenzzentren für Erwachsene mit angeborenen Herzfehlern (EMAH) zertifiziert. Dort kann durch die „Zusatzqualifikation EMAH“ für die Fachärzte und durch enge interdisziplinäre Zusammenarbeit mit anderen Fachkliniken eine hochwertige Behandlung der Patienten sichergestellt werden.
Im experimentellen Stadium befinden sich Versuche (2004), einige Fehlanlagen des Herzens bereits im Mutterleib operativ zu beheben, um Folgeschäden zu verhindern (Beispielsweise eine Klappenatresie operativ zu öffnen, um eine Kammerhypoplasie zu vermeiden) oder auch kindliche Herzrhythmusstörungen pränatal zu behandeln.
Neben der Diagnostik und Behandlung angeborener Herzfehler beschäftigt sich die Kinderkardiologie auch mit früh erworbenen Herz- und Gefäßerkrankungen sowie mit Rhythmusstörungen. Auch die Prävention späterer Herz-Kreislauferkrankungen gehört zu den Zielen.
Bei einer normalen Untersuchung bei Kindern wird EKG, eine Auskultation und Sonographie durchgeführt.

## Therapien
- interventionelle Herzkatheter: 
 aufgeführt sind hier Verfahren, die nicht auf eine bestimmte Anwendung beschränkt sind:
  - Coils – in der Regel Drahtgebilde, mit denen Gefäße mittels Herzkatheter verschlossen werden können
  - Ballondilatation einer Herzklappe bzw. eines Gefäßes: die stenotische (verengte) Herzklappe bzw. das Gefäß wird mit Hilfe eines Ballonkatheters aufgedehnt
  - Rashkind-Manöver = Ballonatrioseptostomie – Aufreißen des Vorhofseptums mittels Ballonkatheter
  - Stent-Implantation – Stents sind kleine Röhrchen aus Kunststoff oder Metall, die in ein verengtes Gefäß mittels Herzkatheter eingeführt werden. Sie halten das Gefäß offen und können z. T. mit dem Wachstum des Kindes „aufdilatiert“ (aufgedehnt) werden.
- Operationen: 
 Nicht auf eine Anwendung beschränkte chirurgische Verfahren. Die speziellen Operationsverfahren sind in der Regel bei den einzelnen Herzfehlerbeschreibungen angeführt:
  - Blalock-Taussig-Anastomose – Verbindung zwischen großer Arterie (Halsschlagader) und Lungenschlagader zur Verbesserung der Lungendurchblutung bei Rechtsherzproblemen
  - Glenn-Anastomose – Verbindung der oberen Körpervene mit den Lungenschlagadern, erster Schritt zum Fontankreislauf
  - Fontan-Operation – OP-Technik zur Kreislauftrennung, meistens in zwei Schritten: Glenn + TCPC
  - Pulmonales Banding (Verengung der Lungenarterie durch ein Bändchen bei Links-Rechts-Shunt-Herzfehlern)
  - TCPC (= totale Cavo-Pulmonale Connection) (vollständige Venen-Lungenarterienverbindung, nach Anschluss der unteren Körpervenen mit den Lungenschlagadern, Vervollständigung des Fontankreislaufs.)

### Medikation zur Blutgerinnungshemmung (Antikoagulation)
Bei manchen Herzfehlern und besonders nach deren Korrektur erhalten die Patienten eine dauerhafte Gabe von blutgerinnungshemmenden Medikamenten um das Risiko von Thrombosen zu verringern.
Als oral zu verabreichende Medikamente stehen neben der Acetylsalicylsäure (ASS, Aspirin) die anders wirkende Gruppe der Cumarine (Marcumar, Warfarin) zur Verfügung. Alle Medikamente, die Einfluss auf die Blutgerinnung haben, müssen wegen der unterschiedlich langen Nachwirkzeit vor Operationen u. ä. rechtzeitig abgesetzt werden.
Als dritten Wirkstoff gibt es Heparin, das vor allem in der Klinik und intravenös oder subkutan gegeben wird. Es wirkt sofort mit sehr kurzer Halbwertzeit. Niedermolekulares Heparin wird ebenfalls subkutan gespritzt und hat eine längere Wirksamkeit, so dass es nur ein- bis zweimal täglich verabreicht werden muss und auch zu Hause angewandt werden kann.
Die Dauereinnahme von Cumarinen bedarf einer regelmäßigen Blutkontrolle, die der Patient oder seine Eltern in der Regel selbst vornehmen können. Der Blutgerinnungsstatus, der nach dem vermehrten Verzehr von Vitamin-K-haltigen Nahrungsmitteln oder möglicherweise infolge von Infekten schwanken kann, muss dann durch eine Anpassung der Medikamentendosis ausgeglichen werden. Dieses Problem besteht bei der Gabe von ASS und Heparin nicht.

## Facharzt-Ausbildung
Um in Deutschland als Kinder- und Jugend-Kardiologe/Kinder- und Jugend-Kardiologien tätig werden zu können, müssen Kinder- und Jugendärzte über die Facharztausbildung hinaus noch eine 24-monatige Weiterbildung in Kinder- und Jugend-Kardiologie an einer anerkannten Einrichtung durchlaufen und eine Prüfung ablegen.